# Ordine del Leone bianco
L'Ordine del Leone Bianco è il più alto degli ordini cavallereschi della Repubblica Ceca, già precedentemente era l'ordine più alto del sistema cavalleresco di onorificenze della Cecoslovacchia, a sua volta ispirato alla Croce dell'aristocrazia boema creata nel 1814 dall'Imperatore Francesco I d'Austria.

## Storia
L'Ordine venne creato come ricompensa dei benemeriti che avessero acquisito meriti verso la Cecoslovacchia ed era riservato unicamente a cittadini stranieri. L'ordine venne creato con le classiche cinque classi di benemerenza e in due divisioni, quella civile (con due foglie di palma incrociate sul nastro) ed una militare (con due spade incrociate sul nastro). Il numero degli insigniti era limitato ma gli statuti vennero rivisiti diverse volte.
Al termine della Seconda guerra mondiale ci fu un picco di concessione delle onorificenze per quanti avessero aiutato il paese a liberarsi dall'occupazione nazista e fu nel 1945 che venne stabilito che tale ordine potesse essere concesso a tutti.
Nel 1994, dopo la divisione tra Repubblica Ceca e Repubblica Slovacca, l'Ordine venne ristabilito come la più alta decorazione cavalleresca della sola Repubblica Ceca. L'Ordine viene oggi concesso per mano del presidente della repubblica il quale agisce dopo aver sentito il parere del senato in merito alla concessione dell'onorificenza.

## Classi
Dalla sua fondazione nel 1922 sino al 1961 l'ordine ebbe i seguenti gradi:
- Cavaliere di Gran Croce di I Classe - I classe - riservata ai capi di Stato cecoslovacchi o stranieri, introdotta nel 1924
- Cavaliere di Gran Croce di II Classe - II classe - limitato a 250 insigniti
- Cavaliere - III classe - limitato a 400 insigniti
- Medaglia d'oro - IV classe - limitato a 900 insigniti
- Medaglia d'argento - V classe - limitato a 1300 insigniti
- Medaglia - VI classe - illimitato

| Nastri (1922-1961) |                    |                |           |                                      |                                     |
| Medaglia           | Medaglia d'argento | Medaglia d'oro | Cavaliere | Cavaliere di Gran Croce di II classe | Cavaliere di Gran Croce di I classe |

Dal 1961, con l'assunzione del nome ufficiale di Cecoslovacchia, l'Ordine cambiò nelle seguenti classi di benemerenza:
- I Classe - Cavaliere di Gran Croce
- II Classe - Commendatore
- III Classe - Cavaliere

| Nastri (1961-1990)      |                        |                       |
| Cavaliere di III classe | Cavaliere di II classe | Cavaliere di I classe |

Dal 1990 e poi nuovamente nel 1994, con la divisione delle due repubbliche (Ceca e Slovacca), l'ordine passò definitivamente alla Repubblica Ceca e stabilì le seguenti classi di benemerenza:
- Collare
- I Classe - Cavaliere di Gran Croce
- II Classe - Grand'Ufficiale
- III Classe - Commendatore
- IV Classe - Ufficiale
- V Classe - Cavaliere

| Nastri (1990-)        |                        |                         |                        |                       |         |
| Cavaliere di V classe | Cavaliere di IV classe | Cavaliere di III classe | Cavaliere di II classe | Cavaliere di I classe | Collare |

## Insegne

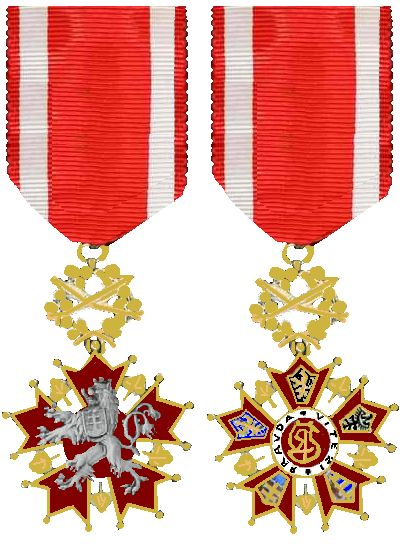
La croce dell'Ordine

La medaglia dell'ordine consisteva in una croce appuntita a cinque punte smaltata di rosso e pomata d'oro, avente delle foglie dorate all'incavo dei bracci della croce. Al centro, sulla croce, si trova un leone in argento tratto direttamente dallo stemma nazionale. Sul retro la croce smaltata di rosso presenta su ogni braccio lo stemma di una regione dell'antica Cecoslovacchia (Boemia, Moravia, Slesia, Slovacchia e Rutenia).
La stella dell'ordine è composta da una stella raggiante in argento al cui centro sta un medaglione smaltato di rosso riportante un leone in argento attorniato dalla scritta in argento "PRAVDA VÍTĚZÍ".
Il nastro è rosso con una striscia bianca per parte.

## Insigniti notabili[1]
- Elisabetta II, regina del Regno Unito di Gran Bretagna e Irlanda del Nord e degli altri reami del Commonwealth;
- Jacques Chirac, presidente della Repubblica Francese;
- Juan Carlos I, re di Spagna;
- Dwight Eisenhower, presidente degli Stati Uniti d'America;
- Nicolae Ceaușescu, presidente della Repubblica Socialista di Romania;
- Yasser Arafat, presidente dell'Autorità Nazionale Palestinese
- George Smith Patton
- Iosif Stalin, presidente del Consiglio dei Ministri dell'URSS;
- Leonid Il'ič Brežnev
- Michail Gorbačëv, presidente dell'URSS;
- Guido Venturoni
- Amilcare Rossi
- Pietro Badoglio
- Benito Mussolini, Capo del Governo Primo Ministro Segretario di Stato e duce del Fascismo in Italia;
- Muammar al-Gaddafi, Fratello Leader e Guida della Rivoluzione in Libia;
- Reza Shah Pahlavi, scià Persia
- Dominik Duka, cardinale e arcivescovo di Praga.